# Oswald Schmiedeberg
Johann Ernst Oswald Schmiedeberg, född 20 oktober 1838 i Gut Laidsen, Guvernementet Kurland, Kejsardömet Ryssland, död 12 juli 1921 i Baden-Baden, Tyskland, var en rysk-tysk (balttysk) farmakolog.
Schmiedeberg disputerade 1866 i Dorpat och blev där professor i farmakologi 1869, därefter professor 1872 i Strassburg, där hans laboratorium kom att locka lärjungar från en rad länder. År 1918 fördrevs han från Strassburg då staden tillföll Frankrike. De flesta från hans laboratorium utgångna arbetena publicerades jämte många andra sådana i det av honom och Bernhard Naunyn redigerade "Archiv für experimentelle Pathologie und Pharmakologie", omfattande utom farmakologi även fysiologi, experimentell patologi och närstående vetenskapsgrenar. Även om flertalet av arbetena från Schmiedebergs laboratorium egentligen utgick från honom, bär dock relativt få av dem hans eget namn; hans lärjungar fick i regel publicera dem i sitt namn. 
Schmiedebergs första mera bemärkta arbete, utfört tillsammans med medarbetaren Robert Koppe, behandlar flugsvampgiftet (muskarinet), som han även lyckades syntetiskt framställa; han påvisade därjämte atropinets motgiftverkan mot muskarin och lämnade därmed viktiga bidrag till belysning av den fysiologiska hämningsföreteelsen. 
År 1875 följde den första genomförda kemiska och farmakologiska undersökningen av hjärtmedlet digitalis. Ytterligare kan nämnas upptäckten av koffeinets muskelverkan och dess samt teobrominets urindrivande verkan; arbeten över narkotika och kombination av dessa med en ammoniakrest, till exempel i uretan (och senare veronal), för att motverka narkotikas deprimerande effekt på andning, hjärta och blodtryck. I samband med studier över kamferns verkan och förhållande i organismen upptäckte Schmiedeberg kamferns och många andra aromatiska ämnens bindning vid i kroppen bildad glykuronsyra, en släkting till organismens eget kolhydrat, glykogenet; i bindning vid glykuronsyran kan aromatiska och andra ämnen utsöndras genom njurarna utan att skada dessa. 
Vidare påvisade Schmiedeberg tillsammans med Gustav von Bunge den fysiologiskt synnerligen viktiga, i njuren försiggående syntesen mellan bensoesyra och glycin till hippursyra - ett led i Schmiedebergs undersökningar över kemiska synteser, klyvningar och oxidationer i djurorganismen och dessas samband med fermentverkningar, bland annat av oxiderande ferment (oxidaser). Genom dessas förmedling bli förbränningsprocesserna i kroppen möjliga utan de höga temperaturer, som är nödvändiga för att utanför kroppen framkalla samma effekt. Därjämte behandlade Schmiedeberg, själv eller genom sina lärjungar, ett flertal kapitel inom farmakologin på ett ingående och systematiskt sätt. En kort, men allt viktigt berörande, kritisk framställning av ämnet har han lämnat i det klassiska arbetet Grundriss der Arzneimittellehre (1883), senare utvidgat till Grundriss der Pharmakologie in Bezug auf Arzneimittellehre und Toxikologie (sjunde upplagan 1913). 
På sin sjuttioårsdag (1908) hyllades Schmiedeberg av lärjungar och kolleger dels med en stor vetenskaplig festskrift, dels genom resandet av hans byst å det farmakologiska laboratoriet i Strassburg. Han var hedersdoktor i Edinburgh och Bologna och ledamot av en mängd akademier och lärda samfund, bland annat hedersledamot av Svenska Läkaresällskapet.